# Plagiotheciaceae
Plagiotheciaceae là một họ rêu trong bộ Hypnobryales.